# اسلام در ایالات متحده آمریکا
اسلام در آمریکا به بررسی تاریخچه و زندگی حدود ۲ تا ۳ میلیون مسلمان در آمریکا می‌پردازد. البته این درحالیست که برخی منابع دیگر این تخمین‌ها را مردود دانسته‌اند و تعداد مسلمانان آمریکا را بین ۴ تا ۶ میلیون، ۵ الی ۷ میلیون، ۷ تا ۸ میلیون، و حتی بین ۳ تا ۹ میلیون نفر برآورد کرده‌اند. باراک اوباما در سخنرانی خود در سال ۲۰۰۹ این تعداد را هفت میلیون نفر ذکر کرد.

## رابطه رؤسای آمریکا و مسلمانان
همه رؤسای ایالات متحده با جهان اسلام روابط مستحکمی داشته‌اند. به عنوان مثال، جان کوینسی آدامز در دوران سناتور بودن، زمانی که ششمین رئیس‌جمهور ایالات متحده شد، و بعدها به عنوان عضو مجلس نمایندگان، از حقوق بردگان و از جمله بردگان آفریقایی مسلمان دفاع کرد. به کمک او عبدالرحمان ابراهیم بن سوری آزاد شد و در کاخ سفید حضور یافت. او از این دو واقعه در دفتر خاطرات خود یاد کرده‌است. آدامز در دوران وکالت خود با موفقیت از اسیرانی که از آفریقای غربی آورده شده بودند و در کشتی حمل بَرده لا آمیستاد در سواحل لانگ آیلند نیویورک دست به شورش زدند، در پرونده موسوم به «ایالات متحده علیه خواهان و مدعیان کشتی آمیستاد» دفاع کرد. به نوشته پژوهشگران تعدادی از این برده‌ها مسلمان بودند.

## مرکز اسلامی واشینگتن
با گسترش تعامل میان کشورها، سخنان احترام‌آمیز و مهمان نوازی بین رییسان جمهوری ایالات متحده و رهبران کشورهای اسلامی در قرن بیستم گسترش یافت. پرزیدنت دوایت آیزنهاور اولین رئیس‌جمهوری آمریکا بود که، در مراسم افتتاح ساختمان زیبای مرکز اسلامی واشینگتن در سال ۱۹۵۷، در یک مسجد سخنرانی کرد. او و همسرش پیش از ورود به این بنا کفش‌های خود را از پا درآوردند. اقدامی که تیتر اول نیویورک تایمز شد. آیزنهاور که یک ژنرال سابق بود از مسلمانان در ارتش ایالات متحده حمایت و در سخنان خود به کرات به اسلام استناد می‌کرد. او یادآور شد که آمریکا اگر می‌خواهد مورد احترام باشد باید از حقوقی مانند آزادی مذهب دفاع کند.
برای مطالعه بیشتر دربارهٔ اسلام در آمریکا و رابطه دولت آمریکا با مسلمانان به این پیوند رسمی وزارت امورخارجه آمریکا مراجعه کنید.

## پیشینه
برخی از نویسندگان، اولین مسلمانان قاره آمریکا را دریانوردان عربی می‌دانند که پیش از دوره سفرهای کریستف کلمب پای به این سرزمین ناشناخته گذاردند
برخی محققین همانند بری فل، استاد دانشگاه هاروارد، معتقدند که برخی قبایل سرخ‌پوستان آمریکا در اثر تماس‌های بین قاره‌ای که میان آنان و دریانوردان مسلمان قرن هشتم وجود داشته‌است، قادر به تکلم به زبان عربی شده بودند. آن‌ها با بررسی برخی خرابه‌های ایالت‌های جنوب غربی آمریکا مدعی شناسایی حکاکی‌هایی با خط کوفی با حتی نقوش اسماالله در میان آثار بازماندگان سرخ‌پوستان نوادا شده‌اند. ایوان وان سرتیما، استاد تاریخ و مردم‌شناسی دانشگاه راتگرز، معتقد است که با اینکه روابط بین مهاجرین عرب و سرخ‌پوستان آمریکا به حدی رسید که هنوز می‌توان نام ۷۷ قبیلهٔ سرخ‌پوستان آمریکا را از ریشه زبان عربی دانست، اما اعراب مذکور نهایتاً به سوی بلاد خود بازگشتند و از این رو تأثیرات عمیقی بر شالودهٔ تاریخ و فرهنگ بومیان آمریکا از خود باقی نگذاشتند. نظریهٔ اشتراک زبانی اسامی سرخپوستان آمریکا با دنیای اعراب ماقبل کریستف کلمب نخست توسط ژول کاوهٔ فرانسوی در یک گزارش ۵۰۰ صفحه‌ای مطرح گردید. سایرس گوردن، دیگر محقق باستانشناس (دانشگاه برندایس) معتقد است که سکه‌های عربی که در قاره آمریکا دیده شده‌است احتمالاً متعلق به کشتی اندلسی بوده‌است که اقیانوس اطلس را در حوالی سال ۸۰۰ میلادی بسوی آمریکا پیمود.
کریستف کلمب مترجمان و ملوانان عرب در سفر خود به غرب به همراه داشت. در میان کتب شخصی او نوشته‌هایی دیده شده که حاکی از سفر ۸ ملوان عرب به سوی آب‌های غربی اقیانوس اطلس را دارد. این نوشته‌ها اشاره به شریف ادریسی دارد که در میان آثار خود سخن از سفر به جزایری توسط دریانوردان مسلمان آورده‌است که در قرن دوازدهم میلادی صورت گرفته‌است و به عقیده برخی جزایر کارائیب می‌توانسته باشند.
هویی-لین لی، محقق دیگر چینی، در سال ۱۹۶۱ دو اثر جغرافیایی چینی به محققین غربی معرفی نمود بنام‌های Ling-wai tai-ta نوشتهٔ Chou Ch'u fei به سال ۱۱۷۸ میلادی، و Chu-fan-chih نوشتهٔ Chao Ju-kua به سال ۱۲۲۵ میلادی. هر دو اثر، دریانوردان مسلمانی را ذکر کرده که به مدت ۱۰۰ روز اقیانوس اطلس را به سمت غرب پیمودند تا به سرزمینی جدید رسیدند.
از سفر مسلمانان غرب آفریقا به سمت آمریکا نیز روایات مستقل دیگری در دست می‌باشد. اما در کتاب مروج الذهب و معادن الجوهر نوشته مسعودی نیز سخن از دریانوردی بنام خشخاش ابن سعید ابن اسود آمده که در زمان خلیفه اندلس عبدالله ابن محمد، در سال ۸۹۹ میلادی اقیانوس اطلس را به سمت غرب پیمود و از «سرزمین ناشناخته» (به عربی: ارض مجهوله) گنج‌هایی با خود به اسپانیا بازآورد. برخی، این «سرزمین ناشناخته» را همان آمریکای امروزی دانسته‌اند. 
برخی دیگر از تاریخ‌نویسان ورود اولین مسلمانان آمریکا را به سال ۱۵۸۷ دانسته‌اند. و در باب مصطفی زموری از قرن شانزدهم، کتب زیادی نوشته شده، که برخی وی را اولین مسلمانی دانسته‌اند که وارد آمریکا گردید.
در میان اسناد دولتی در باب مسلمانان در تاریخ متقدم آمریکا می‌توان Treaty of Peace and Friendship را نام برد که در سال ۱۷۹۷ بسته شد. در ۱۷۹۰، یک گروه مسلمان مراکشی وارد کارولینای جنوبی گردیدند، و هفت سال بعد در ۱۷۹۷، جان آدامز در این اعلامیه رسماً اعلام کرد:
[The United States] has no character of enmity against the laws, religion, or tranquillity, of Mussulmen. 
«ما هیچگونه خصومتی با قوانین یا دین اسلام نداریم».
اولین گرونده به اسلام در آمریکا الکساندر راسل وب (Alexander Russell Webb) بسال ۱۸۸۸ بوده‌است، و اولین مسجد آمریکا بسال ۱۹۱۵ تأسیس گردید.
اما اکثر تاریخ نویسان معتقدند که اسلام به گونه معاصر با جنبش امت اسلام و سران آن مثل والاس فرد محمد (Wallace Fard Muhammad)، الایجا محمد (Elijah Muhammad)، و ملکم ایکس آغاز گردید. با آغاز دهه ۶۰ و ۷۰ میلادی، موج مهاجران عرب و آسیای جنوب شرقی به چهره اسلام در آمریکا متعاقباً نیز توسعه روزافزونی بخشیدند که تا به امروز ادامه داشته‌است.

## اسلام در آمریکای معاصر

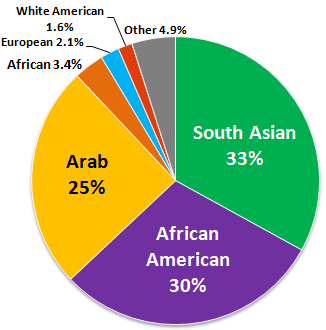

از نظر نژادی، امروزه ۳۳٪ مسلمانان ایالات متحده را آمریکاییان آسیایی جنوب و جنوب شرقی، ۳۰٪ را آفریقایی آمریکایی‌ها، ۲۵٪ را آمریکاییان عرب تبار، و ۳٫۴٪ را آمریکاییان آفریقایی، ۲٫۱٪ را آمریکاییان اروپایی، ۱٫۶٪ را سفید پوستان آمریکایی و ۴٫۹٪ مسلمانان آمریکا را دیگر نژادها تشکیل می‌دهند. بزرگترین کانون مسلمانان عرب تبار در ایالت میشیگان آمریکا است. رشد جمعیت مسلمانان آمریکا در حدود ۶٪ در سال تخمین زده شده‌است.
ایالت تگزاس بیش از ۶۰۰٬۰۰۰ مسلمان ساکن دارد.
مسلمانان آمریکا بعد از یازدهم سپتامبر بیش از پیش مورد خشونت جامعه و تبلیغات اسلام هراسی قرار گرفتند و به اهمیت حضور آنان توجه نشد. نقش مسلمانان درجامعه آمریکا در این مقاله بیشتر بررسی شده‌است.
| رتبه | ایالت            | درصد کل جمعیت |
| ---- | ---------------- | ------------- |
| ۱    | ایلینوی          | ۲٫۸٪          |
| ۲    | ویرجینیا         | ۲٫۶۶۳٪        |
| ۳    | نیویورک          | ۲٫۰۲۸٪        |
| ۴    | نیوجرسی          | ۱٫۸۲۷٪        |
| ۵    | تگزاس            | ۱٫۶۷۸٪        |
| ۶    | میشیگان          | ۱٫۲۱۸٪        |
| ۷    | فلوریدا          | ۰٫۸۷۷٪        |
| ۸    | دلاویر           | ۰٫۷۹۳٪        |
| ۹    | کالیفرنیا        | ۰٫۷۳۲٪        |
| ۱۰   | ناحیه کلمبیا     | ۰٫۶۷۰٪        |
| ۱۱   | پنسیلوانیا       | ۰٫۶۳۴٪        |
| ۱۲   | مریلند           | ۰٫۶۳۲٪        |
| ۱۳   | جرجیا            | ۰٫۵۴۳٪        |
| ۱۴   | کانتیکت          | ۰٬۳۷۵٪        |
| ۱۵   | نبراسکا          | ۰٬۳۳۷٪        |
| ۱۶   | کلرادو           | ۰٫۳۳۳٪        |
| ۱۷   | ماساچوست         | ۰٫۳۳۲٪        |
| ۱۸   | مینه‌سوتا         | ۰٫۳۱۷٪        |
| ۱۹   | اوهایو           | ۰٫۲۹٪         |
| ۲۰   | واشینگتن         | ۰٫۲۸۴٪        |
| ۲۱   | کارولینای شمالی  | ۰٫۲۷۳٪        |
| ۲۲   | کانزاس           | ۰٫۲۷۱٪        |
| ۲۳   | ویسکانسین        | ۰٫۲۵۹٪        |
| ۲۴   | کنتاکی           | ۰٫۲۵۶٪        |
| ۲۵   | تنسی             | ۰٫۲۴۲٪        |
| ۲۶   | ایندیانا         | ۰٫۲۲۵٪        |
| ۲۷   | لوئیزیانا        | ۰٫۲۱۷٪        |
| ۲۸   | آلاباما          | ۰٫۲۱۶٪        |
| ۲۹   | آیووا            | ۰٫۲۱۵٪        |
| ۳۰   | نیومکزیکو        | ۰٫۲۰٪         |
| ۳۱   | اوکلاهوما        | ۰٫۱۹۷٪        |
| ۳۲   | میزوری           | ۰٫۱۹۵٪        |
| ۳۳   | یوتا             | ۰٫۱۸۱٪        |
| ۳۴   | می‌سی‌سی‌پی         | ۰٬۱۶۹٪        |
| ۳۵   | داکوتای جنوبی    | ۰٬۱۶۴٪        |
| ۳۶   | رودآیلند         | ۰٫۱۳۷٪        |
| ۳۷   | آریزونا          | ۰٫۱۳۳٪        |
| ۳۸   | آلاسکا           | ۰٫۱۳٪         |
| ۳۹   | آرکنسا           | ۰٫۱۲۸٪        |
| ۴۰   | وایومینگ         | ۰٫۱۲۷٪        |
| ۴۱   | کارولینای جنوبی  | ۰٫۱۲۵٪        |
| ۴۲   | نیوهمپشر         | ۰٫۱۲۳٪        |
| ۴۳   | آیداهو           | ۰٫۱۱٪         |
| ۴۴   | اورگن            | ۰٬۱۰۴٪        |
| ۴۵   | ویرجینیای باختری | ۰٬۱۰۳٪        |
| ۴۶   | مین              | ۰٫۱٪          |
| ۴۷   | داکوتای شمالی    | ۰٫۰۹۵٪        |
| ۴۸   | نوادا            | ۰٫۰۶۳٪        |
| ۴۹   | ورمانت           | ۰٫۰۴۸٪        |
| ۵۰   | هاوایی           | ۰٫۰۴۵٪        |
| ۵۱   | مونتانا          | ۰٫۰۳۴٪        |

## مساجد در آمریکا
در ایالات متحده در سال ۲۰۰۲ تعداد ۱۲۰۹ مسجد رسماً وجود داشتند. در سال ۲۰۰۶ این تعداد بیش از ۲۰۰۰ مسجد برآورد شدند. از این تعداد، ۲۲۷ مسجد (بیشترین تعداد) در کالیفرنیا و سپس نیویورک (۱۴۰ مسجد) قرار دارند. در این میان، ایرانیان آمریکا تنها ۰٫۷٪ شرکت کنندگان مساجد را تشکیل می‌دهند.
بیش از ۲۰٪ این مساجد دارای مدرسه‌های تمام وقت (دبستان، راهنمایی، و دبیرستان) می‌باشند. برخی از این مساجد، همانند مرکز فرهنگی اسلامی نیویورک دارای سبک معماری قابل توجهی هستند.

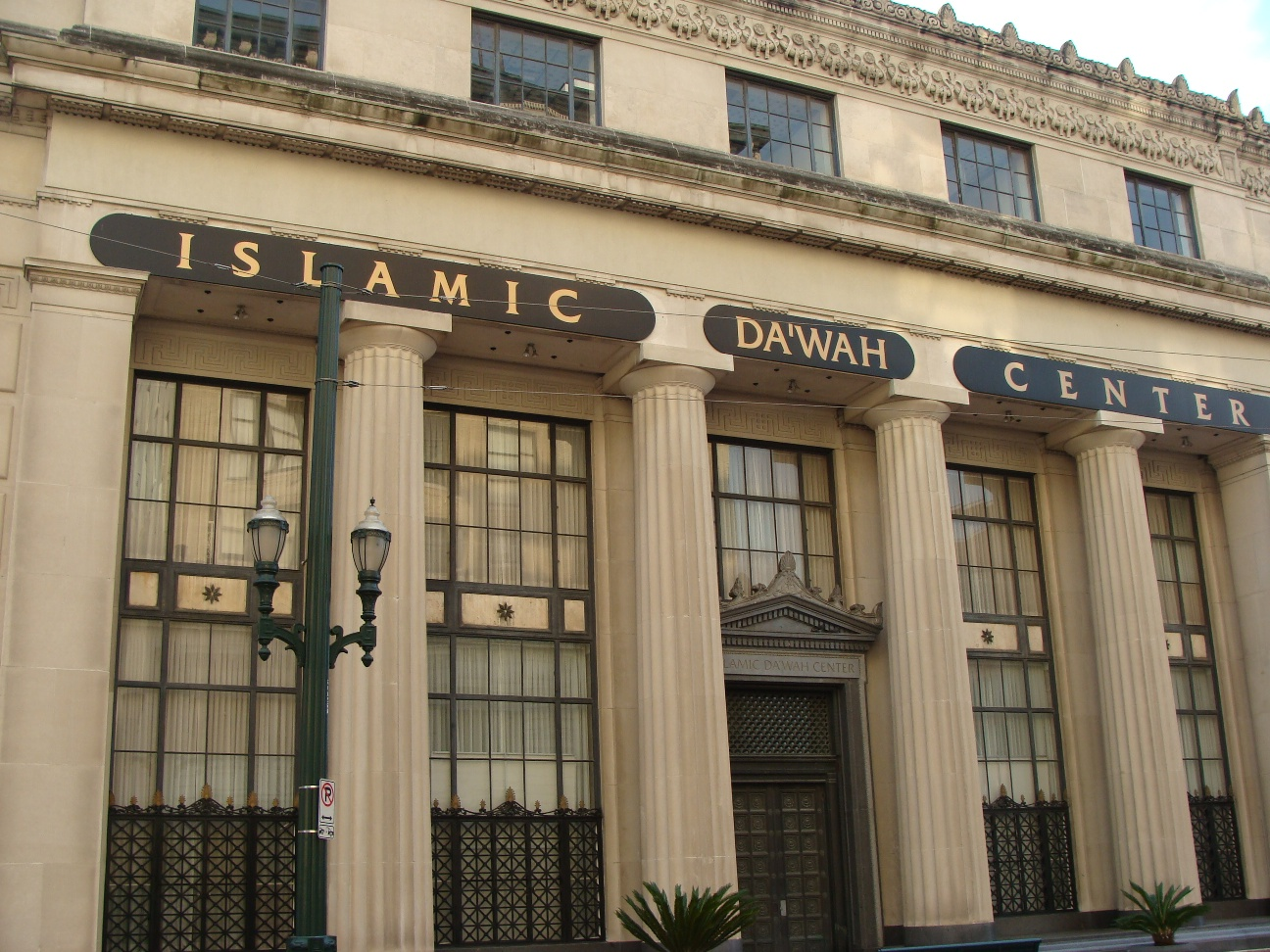
مرکز دعوت اسلامی، هیوستون، تگزاس
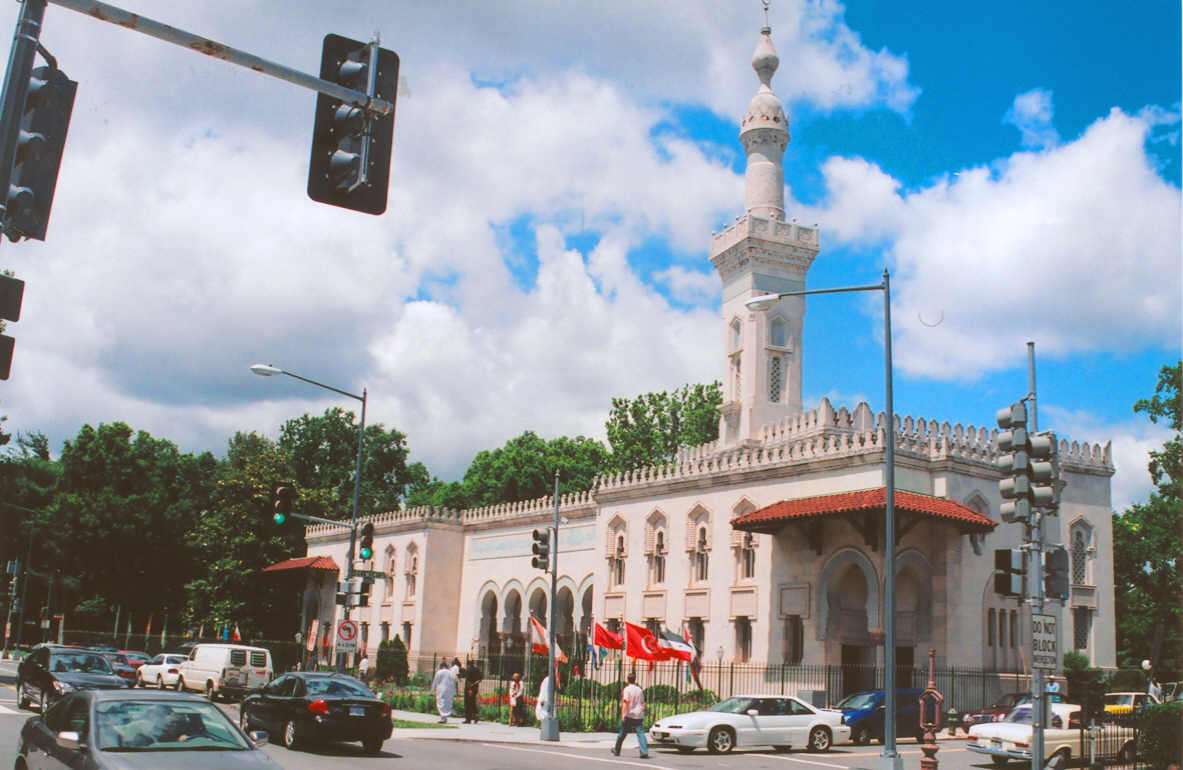
مرکز اسلامی واشنگتن
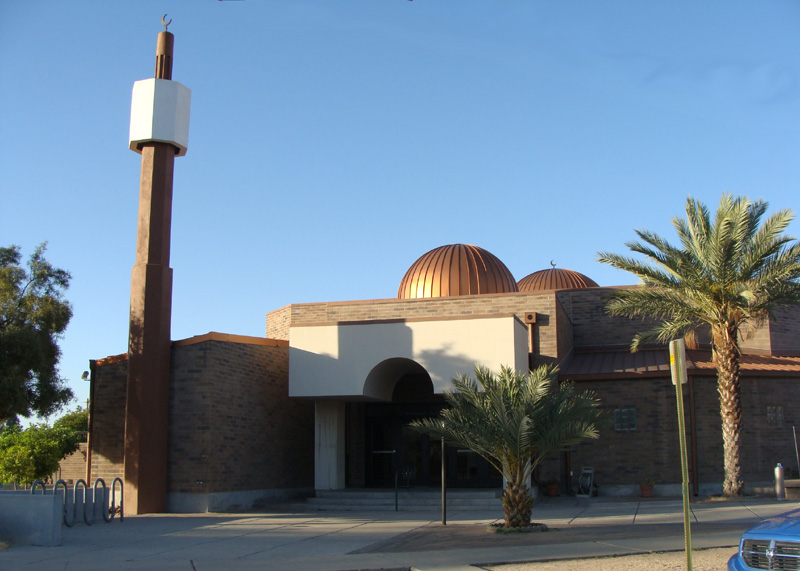
مرکز اسلامی دانشگاه آریزونا
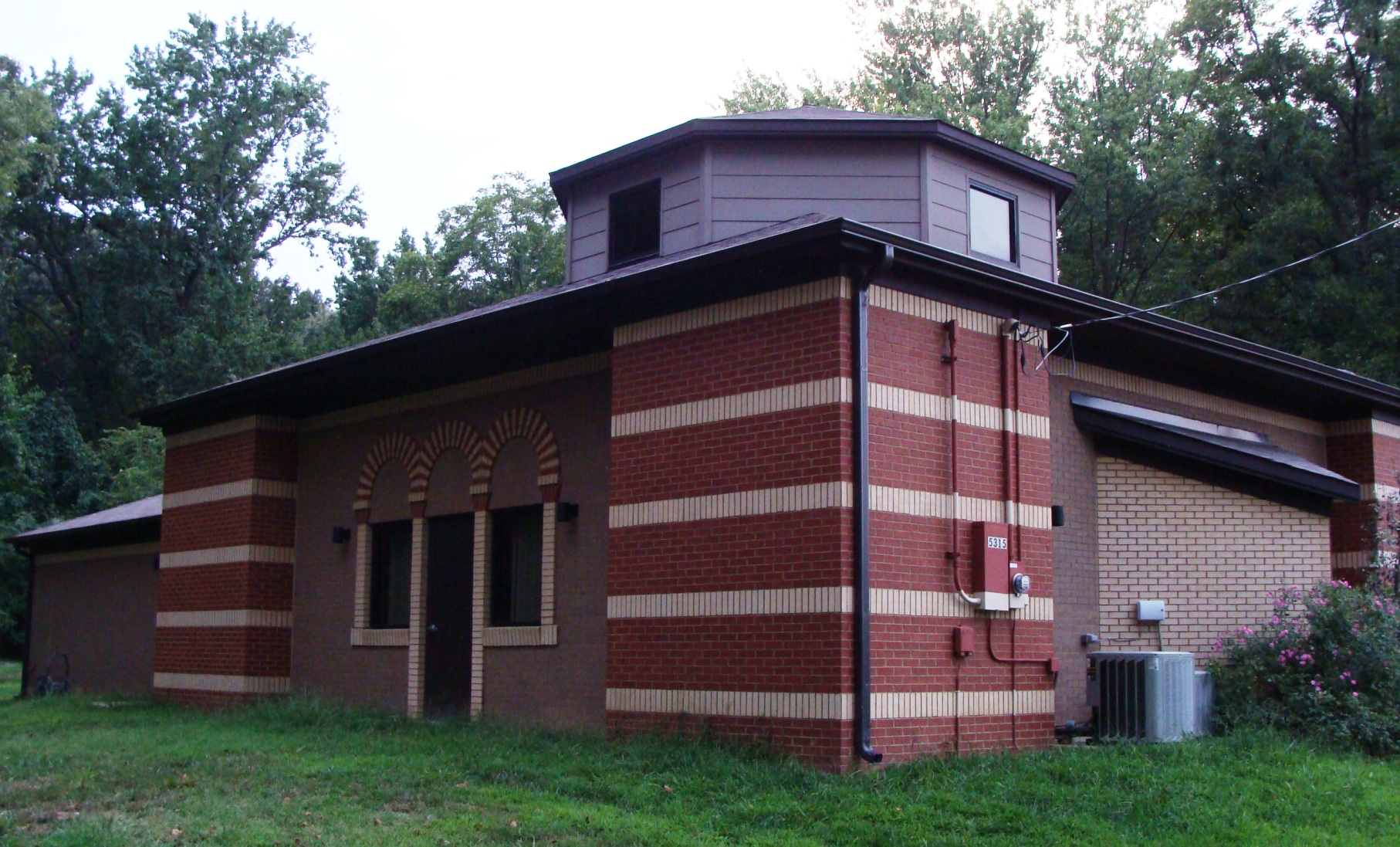
مرکز اسلامی شیعیان شهر ممفیس در تنسی.
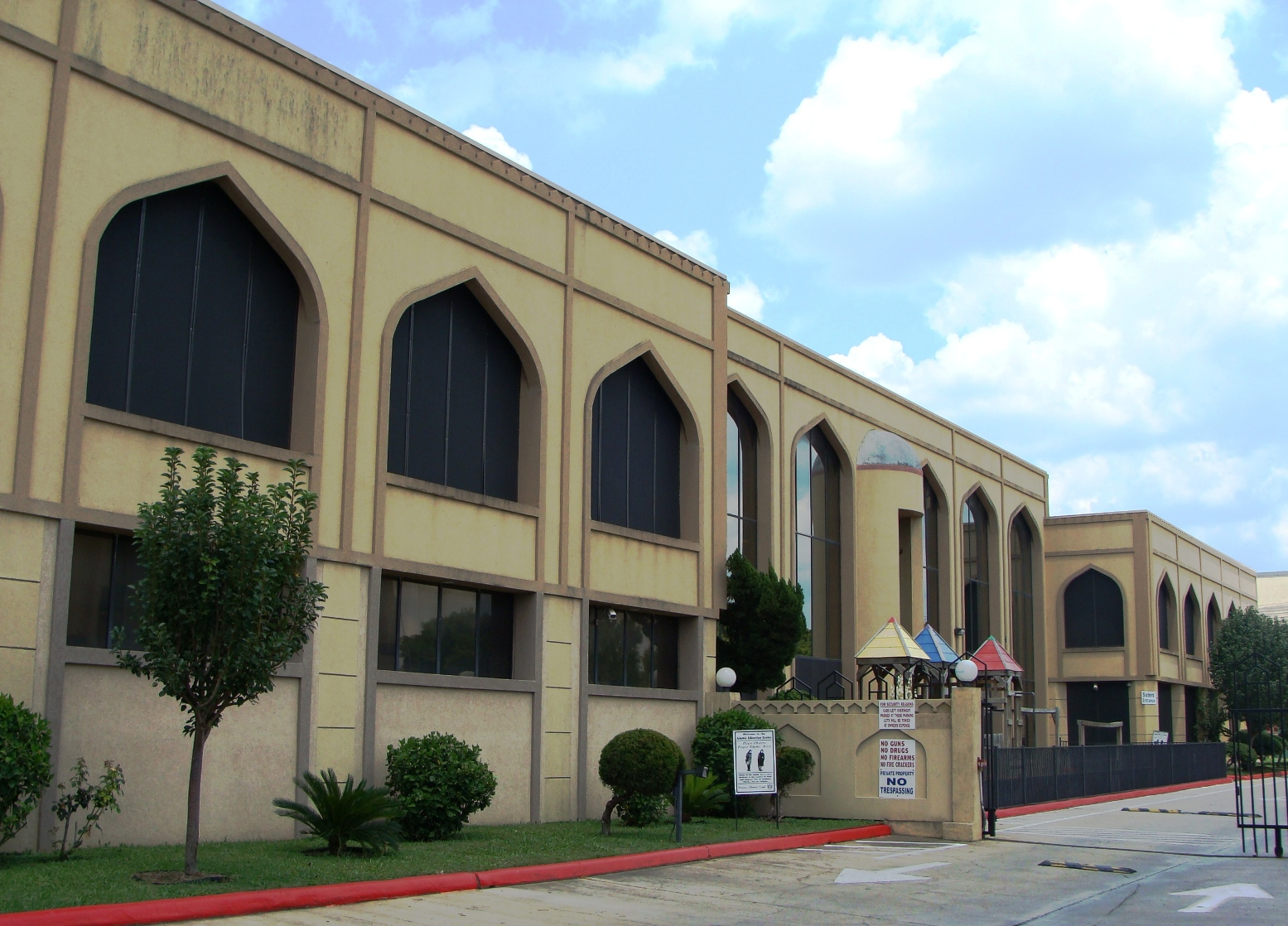
مدرسه راهنمایی و دبیرستان الهادی در هیوستون، تگزاس
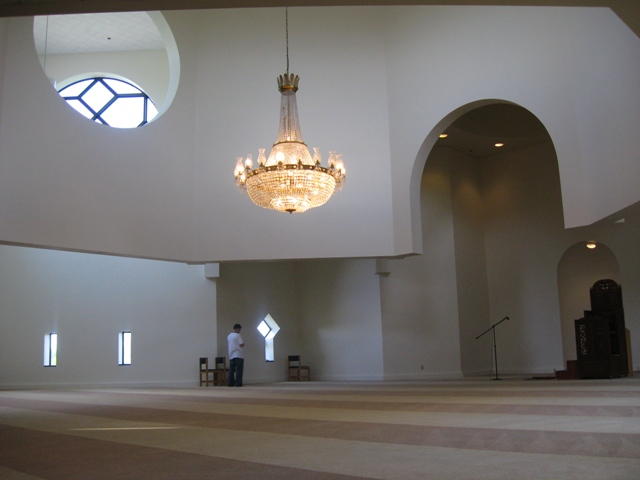
از مساجد ایالت ایندیانا
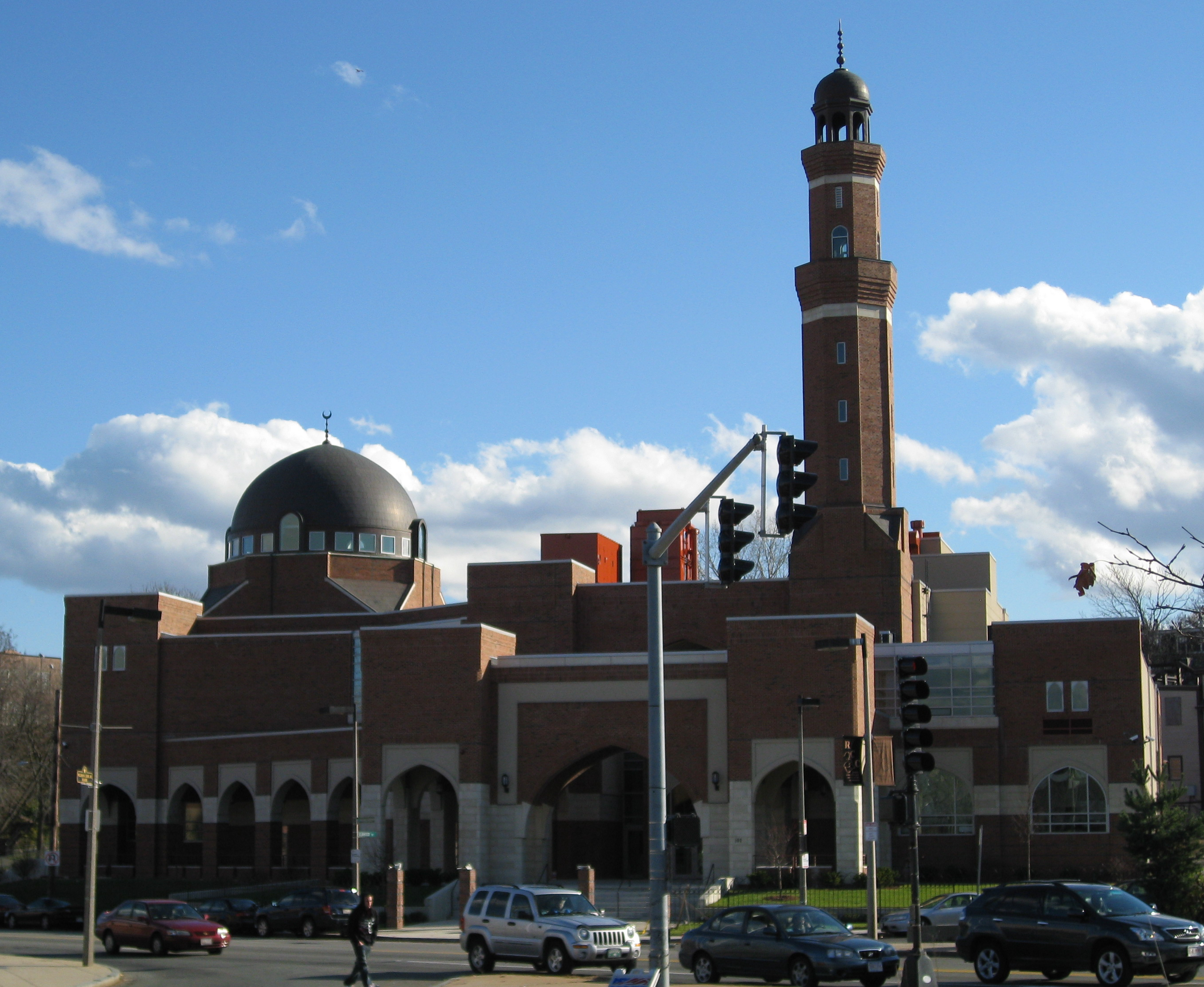
مسجد جامعه اسلامی بوستون
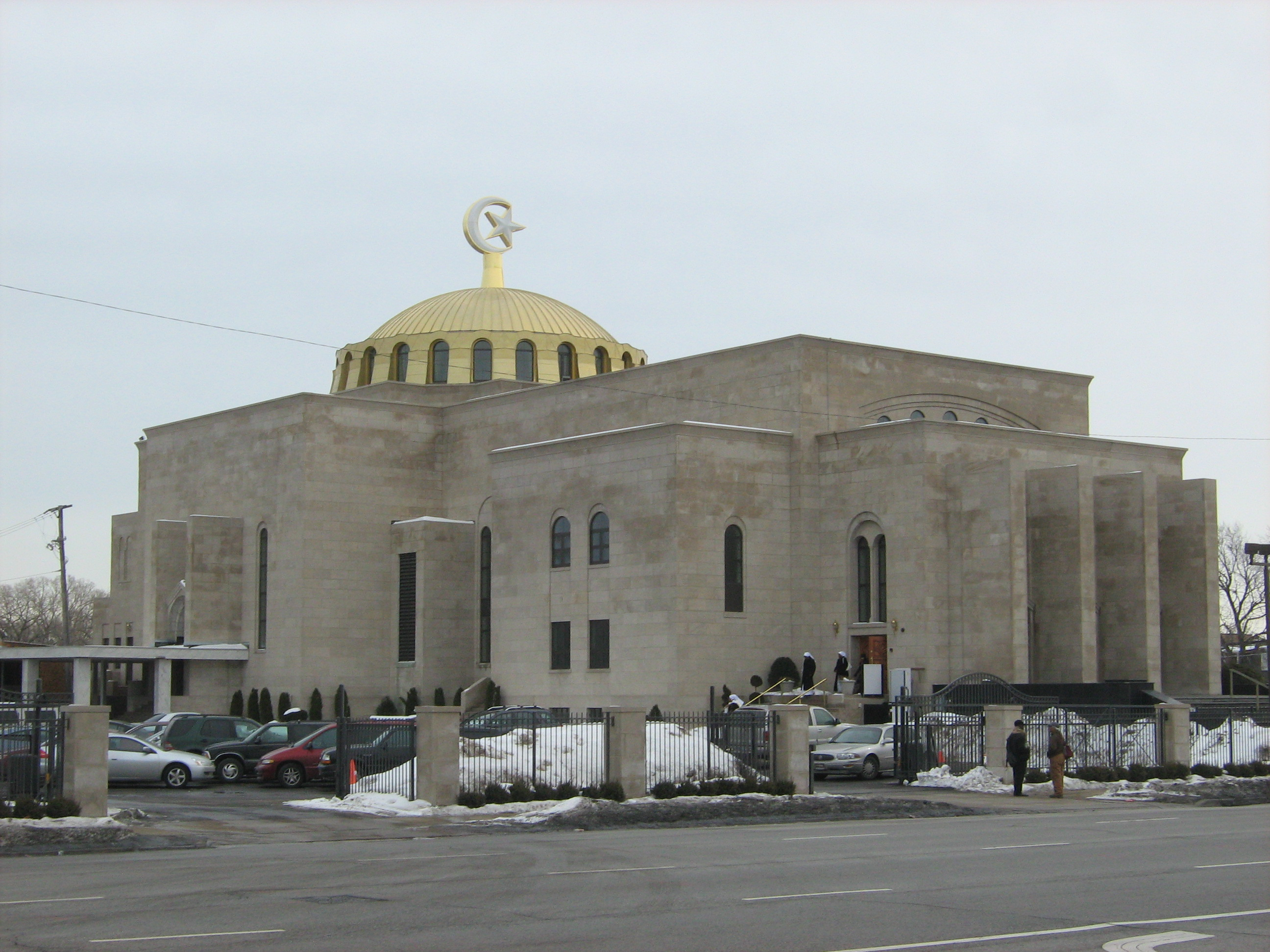
مسجد مریم در ایلینوی

## اسلام و سیاست در آمریکا

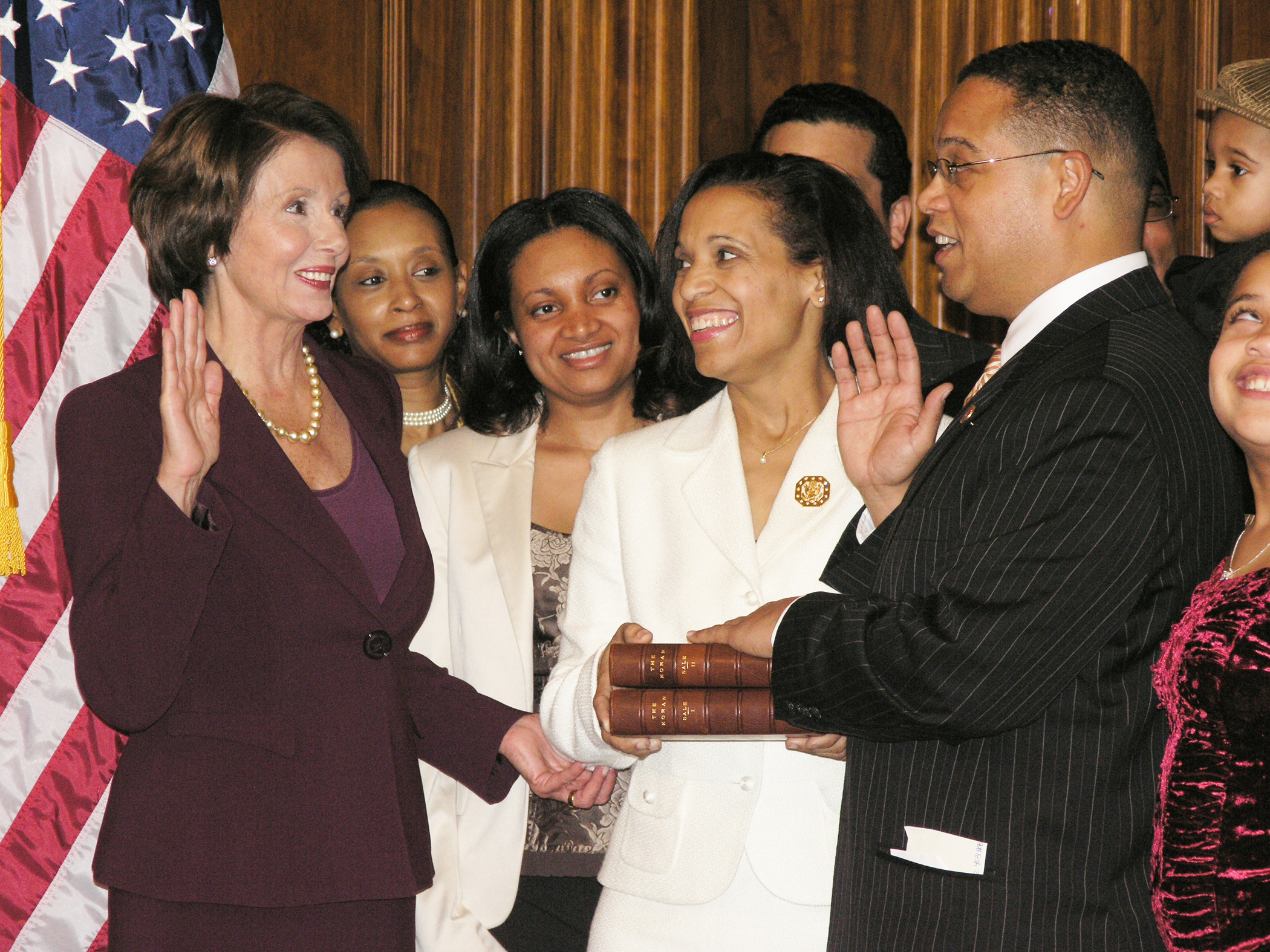
کیث الیسون (راست) در حال قسم خوردن به قرآن. بر طبق سنت، نمایندگان تازه به مجلس راه یافته در کنگره آمریکا، در روز اول کار خود قسم یاد می‌کنند. دو جلد قرآن که در عکس مشاهده می‌شود متعلق به کتابخانه شخصی توماس جفرسون می‌باشد. نانسی پلوسی در سمت چپ دیده می‌شود.

تنها ۰٫۸٪ مسلمانان آمریکا در حرفه‌های وکالت و دولتی اشتغال دارند. تنها ۱٫۱٪ مسلمانان آمریکا مدیر یا سردبیر روزنامه یا به حرفه‌ای در حیطه ژورنالیسم اشتغال دارند. شاید بتوان به ولی نصر، مارتین بشیر، و فرید زکریا به عنوان تنها چهره‌های مسلمان در سطح کشوری در رسانه‌های آمریکا اشاره کرد. علاوه بر این، تنها ۰٫۶٪ مسلمانان آمریکا به شغل‌هایی مثل کارگردانی، تولیدکنندگی و دیگر حرفه‌های رسانه‌ای مشغولند. این در حالی است که نزدیک به ۱۳٪ مسلمانان به حرفه‌های فنی-مهندسی مشغول هستند، و نزدیک به ۱۱٪ آنان نیز در حرفه‌های پزشکی و امور بهداشتی حضور دارند.
کیث الیسون اولین نماینده مسلمان در کنگره ایالات متحده آمریکا است. آندره کارسون از ایندیانا دومین مسلمان در کنگره آمریکااست. این دو نفر، تنها نمایندگان مسلمان منتخب در مجلس قانونگذاری آمریکا هستند. در حالیکه گروه‌های لابی طرفدار اسرائیل حرف اول را در سیاست‌گذاری خارجی آمریکا می‌زنند، گروه‌های مسلمان تقریباً هیچ حضور فعالی در سیاستگذاری واشینگتن ندارند. تنها در ایالت میشیگان که مسلمانان عرب از نظر تعداد از بزرگترین اقلیتهای ایالت هستند، دست کم ۲۰۰ گروه لابی یهودی حضور دارند.
مسلمانان هیچ گروه لابی مشخصی در واشینگتن ندارند.
عدم حضور مسلمانان در سیستم دولتی، دستگاه‌های قانون‌گذاری فدرال و ایالتی، محافل سیاسی، و حتی گروه‌های تبلیغاتی در آمریکا باعث گردیده که تبلیغات منفی علیه این اقلیت جامعه آمریکا به ویژه پس از واقعه یازدهم سپتامبر به‌طور واضحی در سطح جامعه آمریکا مطرح گردد.
در یک نظرسنجی مؤسسه گالوپ در سال ۲۰۰۸، آمریکاییان در حالیکه کانادا و ژاپن را دوستانه‌ترین کشورها ابراز داشتند، کشورهای مسلمان، و به ویژه ایران و فلسطینیان را منفورترین کشورهای دنیا شناسایی کردند. و این تنها نشان از خلأ حضور مسلمانان در دستگاه‌های تبلیغاتی آمریکا را دارد.
با اینحال تمام دستگاه‌های دولتی مهم، از جمله کاخ سفید کنگره آمریکا و پنتاگون، هر ساله میزبان مراسم افطار به احترام اعضا، کارمندان، و سربازان مسلمان خود هستند.
با وجود اینکه مردم آمریکا کشورهای مسلمان را منفور می‌بینند اما هیچ چیز نتوانسته از وفاداری مسلمانان به آمریکا بکاهد.پس از حوادث یازده سپتامبر بیش از پانزده هزار مسلمان آمریکایی عربی به طور داوطلبانه به ارتش آمریکا و تفنگداران دریایی به عنوان مترجم پیوستند و بیش از هفتاد هزار نفر از آن ها برای جنگ با عراق و تروریسم اسلامی به طور داوطلبانه به ارتش آمریکا پیوستند.با وجود اینکه خیابان های شیکاگو و دیترویت در روز نکبت بسیار شلوغ میشود و شعار های ضده صهیونیسم داده میشود ولی این مسلمانان که گروه زیادی را هم تشکیل نمی‌دهند حریصانه حاضرند جانشان را برای ایالات متحده فدا کنند.
در چند سال اخیر مسلمان ستیزی در آمریکا به پایین ترین درصد خود در ۵۰ سال اخیر رسیده است.

## نگارخانه

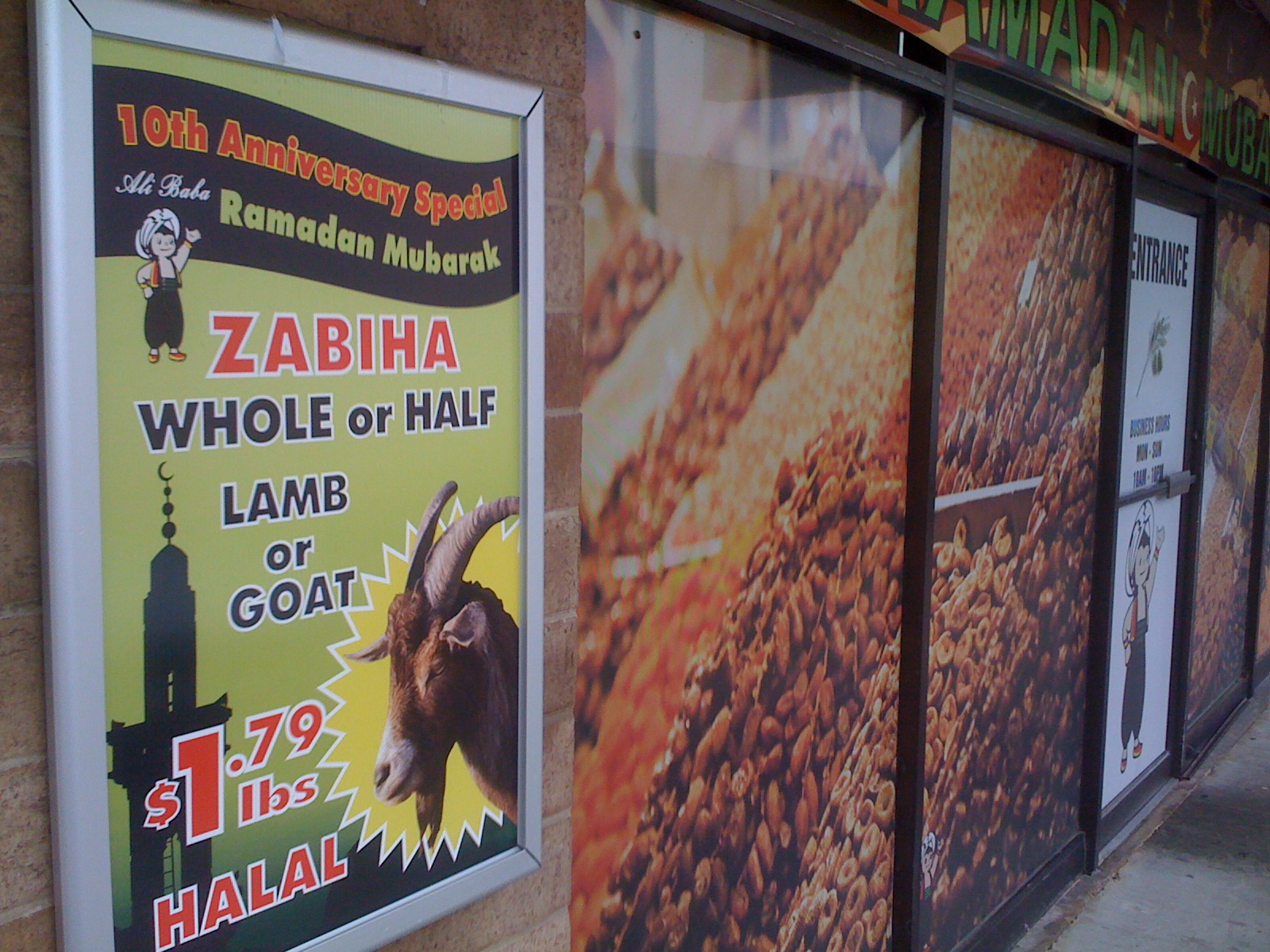
ورودی یک فروشگاه بقالی اسلامی در سن آنتونیو، تگزاس. تبلیغ روی دیوار نوشته: «رمضان مبارک. گوشت گوسپند ذبح اسلامی. ۵۰۰ گرم به قیمت یک دلار و ۷۹ سنت.»
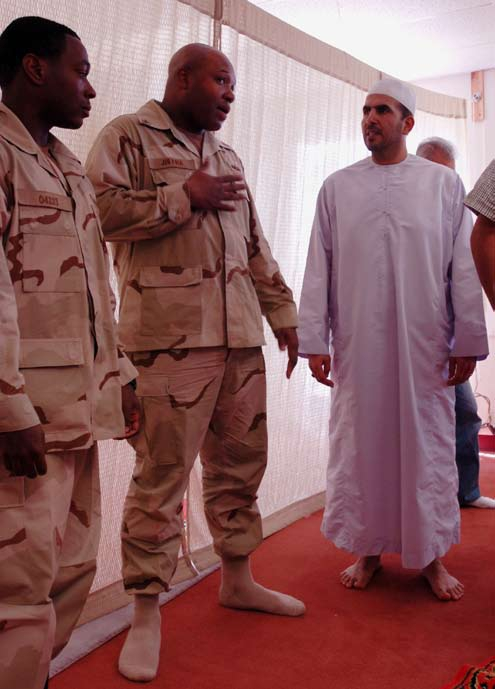
دیدار یکی از ائمهٔ نیروی هوایی آمریکا با سربازان مسلمان مستقر در پایگاه خلیج گوانتانامو
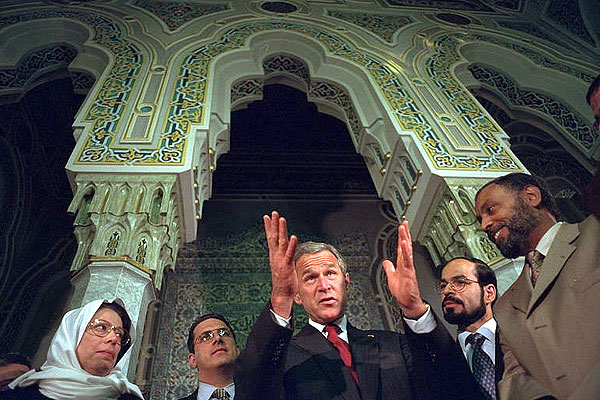
دیدار جرج بوش از مرکز اسلامی واشنگتن دی سی

## مشاهیر

### فعالان و مؤسسان مسلمان
- لوییس فراخان - رهبر جنبش تلفیقگرایانه امت اسلام
- شاهد خان
- جواد کریم

### سیاستمداران و دولتی
- رابرت کرین - مشاور سیاست خارجه[۶۷]
- الهان عمر
- رشیده طلیب
- کیث الیسون
- آندره کارسون
- زلمی خلیل‌زاد
- مالکوم ایکس

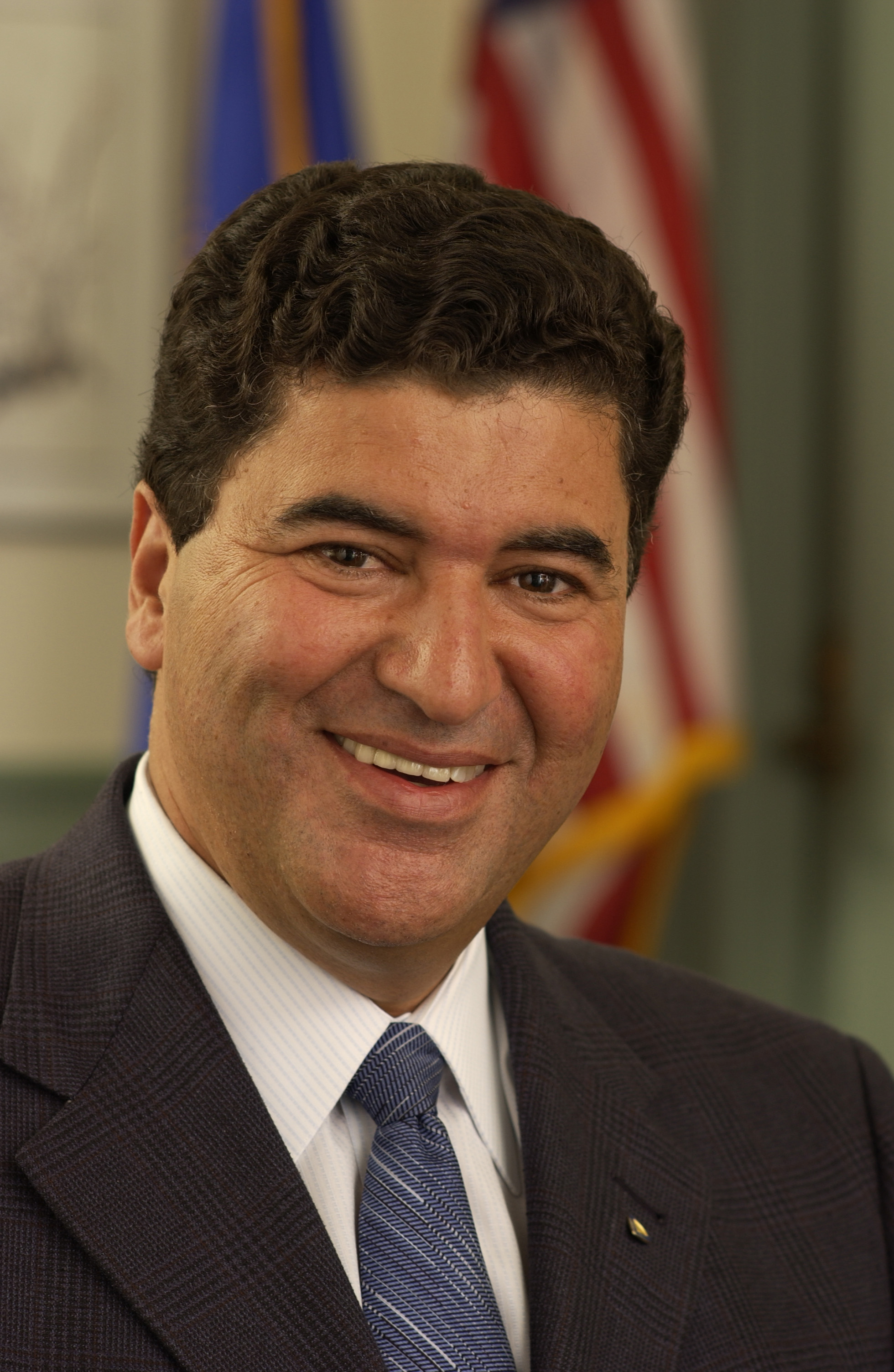
الیاس زرهونی

- الیاس زرهونی - رئیس موسسات ملی بهداشت ایالات متحده آمریکا[۶۸]
- جک الیس - شهردار سابق در ایالت جرجیا[۶۹]

### نویسندگان و ژورنالیست‌ها
- استیون شوارتز[۷۰]
- مایکل ولف[۷۱]
- فرید زکریا
- ولی نصر
- عمر ابن سعید

### هنرمندان
- آیس کیوب - کارگردان و خواننده رپ[۷۲][۷۳]
- باستا رایمز - خواننده رپ[۷۴]
- دیو شاپل[۷۵]
- مازیار جبرانی[۷۶]
- مصطفی عقاد[۷۷]

### ورزش
- محمد علی کلی - قهرمان بوکس
- کریم عبدالجبار[۷۸][۷۹]

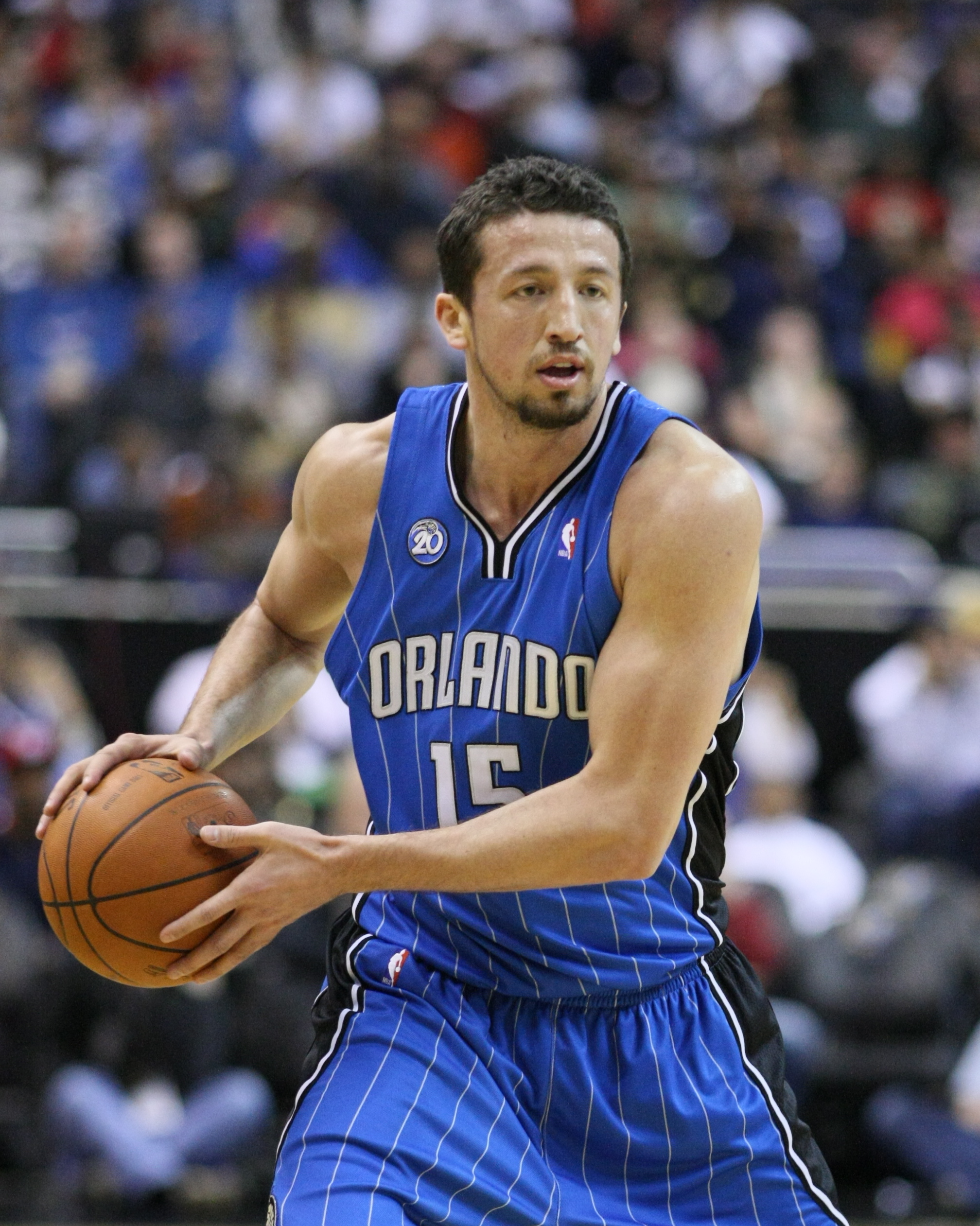
هدایت ترک‌اغلو

- محمود عبدالروف - بازیکن سابق دنور ناگتس[۸۰]
- شریف عبدالرحیم - از بهترین بازیکنان ان بی ای در فصل ۲۰۰۲–۲۰۰۱[۸۱]
- لری جانسون - بازیکن اسبق نیویورک نیکز[۸۲]
- نظر محمد
- مهمت اکور - بازیکن ترک‌تباریوتا جز[۸۳]
- شکیل اونیل - بازیکن کلیولند کاوالیرز[۸۴]
- رشید والاس - بازیکن دترویت پیستونز[۸۵]
- هدایت ترک‌اوغلو - بازیکن ارلندو مجیک[۸۶]
- حسین عبدالله - بازیکن مینه‌سوتا وایکینگز[۸۷]
- کریم براون - بازیکن نیویورک جتز[۸۸]
- احمد بروکس - بازیکن سانفرانسیسکو ۴۹رز[۸۹]
- الظهیر حکیم - بازیکن سنت لوئیس رمز[۹۰]
- احمد هال - بازیکن تنسی تایتنز[۹۱]
- عبدالحاج - بازیکن سینسینتی بنگالز[۹۲]
- احمد رشاد - بازیکن سابق مینه‌سوتا وایکینگز[۹۳][۹۴]
- اسامه یانگ - بازیکن نیوارلئان سینتز[۹۵]
- محمدعلی کلی
- برنارد هاپکینز - قهرمان میان وزن بوکس جهان[۹۶]
- هاشم رحمان - قهرمان سنگین‌وزن بوکس[۹۷]
- مایک تایسون
- حکیم اولاجوان